# Fotogramas de Plata al millor actor de televisió
Els Fotogramas de Plata són uns premis que lliura anualment la revista cinematogràfica espanyola Fotogramas. Els premis a les pel·lícules —estrangeres i nacionals— són a càrrec de la crítica especialitzada i els concedits als intèrprets són triats pel públic.
El 5 de febrer de 1951 es van lliurar al Cinema Alexandra de Barcelona els primers Fotogramas de Plata, corresponents a 1950. Aquests premis, nascuts com a Placas San Juan Bosco.
Les categories premiades han variat al llarg de les seves seixanta edicions, així com la manera de selecció i el nombre de candidats, no distingint-se fins a 1982 entre interpretació masculina i femenina en cinema, fins a 1990 en televisió i fins a 1996 en teatre.

## Dècada de 1990
| Guanyador | Candidats                                                                                | |
| 1990      | 1990                                                                                     | 1990 |
| --------- | ---------------------------------------------------------------------------------------- | --- |
|           | Antonio Resines (1) per Bruno a Eva y Adán, agencia matrimonial                          | - Antonio Banderas per Antonio López a La mujer de tu vida - Juan Echanove per Juan a La mujer de tu vida - Antonio Valero per Arturo Barea a La forja de un rebelde  |
| 1991      |                                                                                          | |
|           | Juan Echanove per Julián a Las chicas de hoy en día                                      | - Manuel Bandera per Boabdil a Réquiem per Granada - Achero Mañas per Junior Sánchez Valle a Una hija más - Juanjo Puigcorbé per Antonio Muñoz a La huella del crimen |
| 1992      |                                                                                          | |
|           | Fernando Rey per Don Quijote a El Quijote de Miguel de Cervantes                         | - Alfredo Landa per Sancho Panza a Don Quijote - Imanol Arias per Comisario Flores a Brigada Central - Carlos Larrañaga per Adolfo Segura a Farmacia de guardia       |
| 1993      |                                                                                          | |
|           | Francisco Rabal per Mario Chacón a Una gloria nacional per Ginés Giménez a Truhanes      | - Fernando Fernán Gómez per Don Anselmo a Los ladrones van a la oficina - Alfredo Landa per Don Pepe Gil Cebollada a Lleno, per favor                                 |
| 1994      |                                                                                          | |
|           | Juanjo Puigcorbé (1) per Pepe a Villarriba y Villabajo                                   | - Juan Echanove per Juan a Hermanos de leche - Fernando Fernán Gómez per Florencio de las Heras a A su servicio / per Don Agustín Pisa y López a La mujer de tu vida  |
| 1995      |                                                                                          | |
|           | Carmelo Gómez per Don Fermín de Pas a La Regenta                                         | - Emilio Aragón per Nacho Martín a Médico de familia - Tito Valverde per Pepe a Pepa y Pepe                                                                           |
| 1996      |                                                                                          | |
|           | Juan Luis Galiardo per Juan Luis Funes «El Chepa» a Turno de oficio 2: diez años después | - Emilio Aragón per Nacho Martín en Médico de familia - Jordi Dauder per Mateu Montsolís a Nissaga de poder                                                           |
| 1997      |                                                                                          | |
|           | Imanol Arias (1) per Mario Fuentes a Querido maestro                                     | - Emilio Aragón per Nacho Martín a Médico de familia - Tito Valverde per Manolo a Todos los hombres sois iguales                                                      |
| 1998      |                                                                                          | |
|           | José Coronado per Luis Sanz a Periodistas                                                | - Pepón Nieto per José Antonio Aranda a Periodistas - Antonio Resines per Ángel a A las once en casa                                                                  |
| 1999      |                                                                                          | |
|           | Javier Cámara per Paco Gimeno a 7 vidas                                                  | - Antonio Hortelano per Quimi Verdet a Compañeros - Joel Joan per Willy Casals a Periodistas / per David Güell a Plats bruts                                          |

## Dècada de 2000
| Guanyador | Candidats | |
| 2000      | 2000 | 2000 |
| --------- | --- | --- |
|           | Juanjo Puigcorbé (2) per Jorge Vidal a Un chupete para ella per Pepe Carvalho a Pepe Carvalho                                                             | - Héctor Alterio per Jorge Allende a El grupo - Josep Maria Pou per Héctor Ferrer a Policías, en el corazón de la calle     |
| 2001      | | |
|           | Imanol Arias (2) per Antonio Alcántara a Cuéntame cómo pasó per Guillermo a Dime que me quieres per Severo Ochoa a Severo Ochoa: La conquista de un Nobel | - Florentino Fernández per Félix Gimeno Huete a 7 vidas - Unax Ugalde per Óscar Gontard a Periodistas                       |
| 2002      | | |
|           | Imanol Arias (3) per Antonio Alcántara a Cuéntame cómo pasó                                                                                               | - Juan Diego per Antonio Delgado a Padre Coraje - Guillermo Toledo per Richard a 7 vidas                                    |
| 2003      | | |
|           | Antonio Resines (2) per Diego Serrano a Los Serrano | - Imanol Arias per Antonio Alcántara a Cuéntame cómo pasó - Fernando Tejero per Emilio Delgado a Aquí no hay quien viva     |
| 2004      | | |
|           | Fernando Tejero per Emilio Delgado a Aquí no hay quien viva                                                                                               | - Santi Millán per Sergio Antúnez a 7 vidas - Luis Merlo per Mauri Hidalgo a Aquí no hay quien viva                         |
| 2005      | | |
|           | Paco León (1) per Luis Mariano "Luisma" García a Aída | - Imanol Arias per Antonio Alcántara a Cuéntame cómo pasó - Jordi Rebellón López per Dr. Rodolfo Vilches a Hospital Central |
| 2006      | | |
|           | Arturo Valls per Jesús Quesada a Camera Café | - Paco León per Luis Mariano "Luisma" García a Aída - Hugo Silva per Lucas Fernández a Los hombres de Paco                  |
| 2007      | | |
|           | Paco León (2) per Luis Mariano "Luisma" García a Aída | - Imanol Arias per Antonio Alcántara a Cuéntame cómo pasó - Luis Merlo per Héctor de la Vega a El internado                 |
| 2008      | | |
|           | Miguel Ángel Silvestre per El Duque a Sin tetas no hay paraíso                                                                                            | - Imanol Arias per Antonio Alcántara a Cuéntame cómo pasó - Paco León per Luis Mariano "Luisma" García a Aída               |
| 2009      | | |
|           | Juan Diego per Don Lorenzo a Los hombres de Paco | - Paco León per Luis Mariano "Luisma" García a Aída - Gonzalo de Castro per Doctor Mateo a Doctor Mateo                     |

## Dècada de 2010
| Guanyador | Candidats                                                           | |
| 2010      | 2010                                                                | 2010 |
| --------- | ------------------------------------------------------------------- | --- |
|           | Gonzalo de Castro per Doctor Mateo a Doctor Mateo                   | - Lluís Homar per Galba a Hispania - David Janer per Gonzalo de Montalvo a Águila Roja                                  |
| 2011      |                                                                     | |
|           | Yon González (1) per Julio Olmedo a Gran Hotel                      | - David Janer per Gonzalo de Montalvo a Águila Roja - Mario Casas per Ulises Garmendia a El barco (sèrie de televisió)  |
| 2012      |                                                                     | |
|           | Àlex Monner per Lleó a Polseres vermelles                           | - Raúl Arévalo per Jorge Ruiz a Con el culo al aire - Rodolfo Sancho per Ferran el Catòlic a Isabel                     |
| 2013      |                                                                     | |
|           | Raúl Arévalo per Jorge Ruiz a Con el culo al aire                   | - Paco León per Luis Mariano "Luisma" García a Aída - Rodolfo Sancho per Ferran el Catòlic a Isabel                     |
| 2014      |                                                                     | |
|           | Rodolfo Sancho per Ferran el Catòlic a Isabel                       | - Asier Etxeandia per Raúl de la Riva en Velvet - Álex González per Morey a El Príncipe                                 |
| 2015      |                                                                     | |
|           | Yon González (2) per Víctor García a Bajo sospecha                  | - Rodolfo Sancho per Julián a El Ministerio del Tiempo - Álvaro Cervantes per Carles I d'Espanya a Carlos rey emperador |
| 2016      |                                                                     | |
|           | Nacho Fresneda per Alonso de Entrerríos a El Ministerio del Tiempo. | - Asier Etxeandia per Raúl de la Riva a Velvet. - Rodolfo Sancho per Héctor Tarancón a Mar de plástico.                 |
| 2017      |                                                                     | |
|           | Alejo Sauras per El enlace a Estoy vivo.                            | - Pedro Alonso per Berlín a La casa de papel. - Eduard Fernández per Hector Uría a La zona.                             |
| 2018      |                                                                     | |
|           | Javier Rey per Sito Miñanco a Fariña.                               | - Javier Gutiérrez per Jesús Gutiérrez a Vergüenza. - Paco León per Manolo a Arde Madrid.                               |

## Estadístiques

### Actors més premiats
- 3 premis: Imanol Arias (8 candidatures)
- 2 premis: Yon González (2 candidatures)
- 2 premis: Juanjo Puigcorbé (3 candidatures)
- 2 premis: Antonio Resines (3 candidatures)
- 2 premis: Paco León (7 candidatures)

### Actors més vegades candidats
- 8 candidatures: Imanol Arias (3 premis)
- 7 candidatures: Paco León (2 premis)
- 5 candidatures: Rodolfo Sancho (1 premi)
- 3 candidatures: Juanjo Puigcorbé (2 premis)
- 3 candidatures: Antonio Resines (2 premis)
- 3 candidatures: Juan Echanove (1 premi)
- 3 candidatures: Emilio Aragón (0 premis)